# 三十家子镇
三十家子镇，是中华人民共和国辽宁省朝阳市凌源市下辖的一个乡镇级行政单位。

## 行政区划
三十家子镇下辖以下地区：
南街村、北街村、八家村、裂山梁村、东坡子村、北宫杖子村、北店村、小孤山村、姜杖子村、白油房村、头道沟村、三道沟村、四道沟村、北宫村、卧虎山村、喇嘛洞村和二道沟村。

## 特产
三十家子鳞棒葱：中国地理标志产品。假鳞茎切段纵切后易散开，呈鳞片状，因此称之为鳞棒葱。